# Vlci (seriál)
Vlci je slovenský televizní seriál, který vysílaly TV JOJ a JOJ Family od 2. ledna 2018. Seriál je volně inspirován skutečnými politickými vraždami z 90. let 20. století.

## Obsazení
- Ivan Krúpa jako soudce Eduard Hirsch[2][5][6]
- Natália Germániová jako právnička Alica Hirschová[2][5][7]
- Daniel Žulčák jako myslivec Andrej Urban[2][5][8] a Michal Urban[9]
- Ivan Romančík jako Ladislav "Laco" Urban[5][10]
- František Kovár jako mafián Viliam Brázda[2][5][11]
- Anna Javorková jako Dagmar Kráľovičová[5][12]
- Milan Ondrík jako Radovan Kráľovič[5][13]
- Gloria Novotná jako Johanka Javorská[5][14]
- Marta Potančoková jako Mária Javorská[15]
- Dávid Hartl jako Jakub "Kubo" Žabka[5][16]
- Ľudmila Swanová jako Ňuška[2][5][17]
- Jana Labajová jako Elena Malinová[18]
- Emil Horváth ml. jako starosta Štefan Malina[5][19]
- Peter Oszlík jako policista Miloš Malina[20]
- Dominika Kavaschová jako Janka Bajanová[5][21]
- Jana Oľhová jako Jaroslava "Jaruš" Bajanová[5][22]
- Peter Šimun jako MUDr. Bohuš Bajan[5][23]
- Alena Ďuránová jako Kvetoslava "Kvetka" Ďurišová[5][24]
- Elena Podzámska jako Klára Hirschová[25]
- Róbert Halák jako Peter Valent[5][26]
- Přemysl Boublík jako Daniel Hanák[27]
- Barbora Hlinková jako Nikola Bezručová[28]
- Tomáš Vravník jako Jozef "Jožo" Chmelár[5][29]

## Seznam dílů

### První řada (2018)
| Č. v seriálu | Č. v řadě | Původní název      | Režie         | Scénář                                                                | Premiéra v SR  | Premiéra v ČR              |
| ------------ | --------- | ------------------ | ------------- | --------------------------------------------------------------------- | -------------- | -------------------------- |
| 1-2          | 12        | Epizoda 1Epizoda 2 | Matúš Libovič | Štefánia Grafová, Katarína Moláková, Kristína Lévai a Alena Sabuchová | 2. ledna 2018  | 2. ledna 20184. ledna 2018 |
| 3            | 3         | Epizoda 3          | Matúš Libovič | Štefánia Grafová, Katarína Moláková, Kristína Lévai a Alena Sabuchová | 3. ledna 2018  | 9. ledna 2018              |
| 4            | 4         | Epizoda 4          | Matúš Libovič | Štefánia Grafová, Katarína Moláková, Kristína Lévai a Alena Sabuchová | 4. ledna 2018  | 11. ledna 2018             |
| 5            | 5         | Epizoda 5          | Matúš Libovič | Štefánia Grafová, Katarína Moláková, Kristína Lévai a Alena Sabuchová | 9. ledna 2018  | 16. ledna 2018             |
| 6            | 6         | Epizoda 6          | Matúš Libovič | Štefánia Grafová, Katarína Moláková, Kristína Lévai a Alena Sabuchová | 10. ledna 2018 | 18. ledna 2018             |
| 7            | 7         | Epizoda 7          | Matúš Libovič | Štefánia Grafová, Katarína Moláková, Kristína Lévai a Alena Sabuchová | 16. ledna 2018 | 23. ledna 2018             |
| 8            | 8         | Epizoda 8          | Matúš Libovič | Štefánia Grafová, Katarína Moláková, Kristína Lévai a Alena Sabuchová | 17. ledna 2018 | 25. ledna 2018             |
| 9            | 9         | Epizoda 9          | Matúš Libovič | Štefánia Grafová, Katarína Moláková, Kristína Lévai a Alena Sabuchová | 23. ledna 2018 | 30. ledna 2018             |
| 10           | 10        | Epizoda 10         | Matúš Libovič | Štefánia Grafová, Katarína Moláková, Kristína Lévai a Alena Sabuchová | 24. ledna 2018 | bude oznámeno              |
| 11           | 11        | Epizoda 11         | Matúš Libovič | Štefánia Grafová, Katarína Moláková, Kristína Lévai a Alena Sabuchová | 30. ledna 2018 | bude oznámeno              |
| 12           | 12        | Epizoda 12         | Matúš Libovič | Štefánia Grafová, Katarína Moláková, Kristína Lévai a Alena Sabuchová | 31. ledna 2018 | bude oznámeno              |